# Saïtoúres
Saïtoúres, en grec moderne : Σαϊτούρες, est un village du dème de Réthymnon, en Crète, en Grèce. Selon le recensement de 2011, la population de Saïtoúres compte 105 habitants. Le village est situé à 18 km de Réthymnon.